# Torre Rafaela
La Torre Rafaela és una obra de Girona inclosa a l'Inventari del Patrimoni Arquitectònic de Catalunya.

## Descripció
És un edifici de planta rectangular, de planta baixa i dos pisos, teulat a dues vessants i carener perpendicular a la façana principal. S'afegeix, tant a la planta baixa com al primer pis, una nova planta i una galeria a solana. Galeria d'arcs rebaixats i pilarets quadrats (en tot les plantes). Al seu interior hi aboquen diferents obertures de les estances.
La façana es compon simètricament respecta un cos central sobresortit que fa de porxo d'accés a la planta baixa i de terrassa al primer pis i de galeria al segon. A la part posterior hi ha un balcó. La façana lateral esquerra segueix una composició simètrica d'obertures de llinda recta decorades. El conjunt el completen els jardins, en restauració, la pallissa d'arc de punt rodó i amb restes d'obertures antigues, la gran era circular i amb una immillorable vista sobre la plana, i els cossos de cavallerisses amb data de 1905. Tot això sobre un mur de conteniment que li fa de sòcol. Dins d'ell s'hi troba la bassa, amb contraforts i de gran mides.

## Història
La llinda planera d'entrada a la casa data del 1809. Les cavallerisses estan datades al 1905. El nom de Can Quintana era pels masovers. Les modificacions foren fetes per Antoni Boxa al 1905, que era el propietari. S'està restaurant totalment l'era.